# 竹原市歴史民俗資料館
竹原市歴史民俗資料館（たけはらしれきしみんぞくしりょうかん）は、広島県竹原市本町3-11-16にある博物館。
1980年（昭和55年）6月開館。1929年（昭和4年）に町立竹原書院図書館として竣工した建物を用いている。たけはら町並み保存地区（竹原市竹原地区重要伝統的建造物群保存地区）にある。建物の有形文化財指定・登録はなされていない。

## 歴史

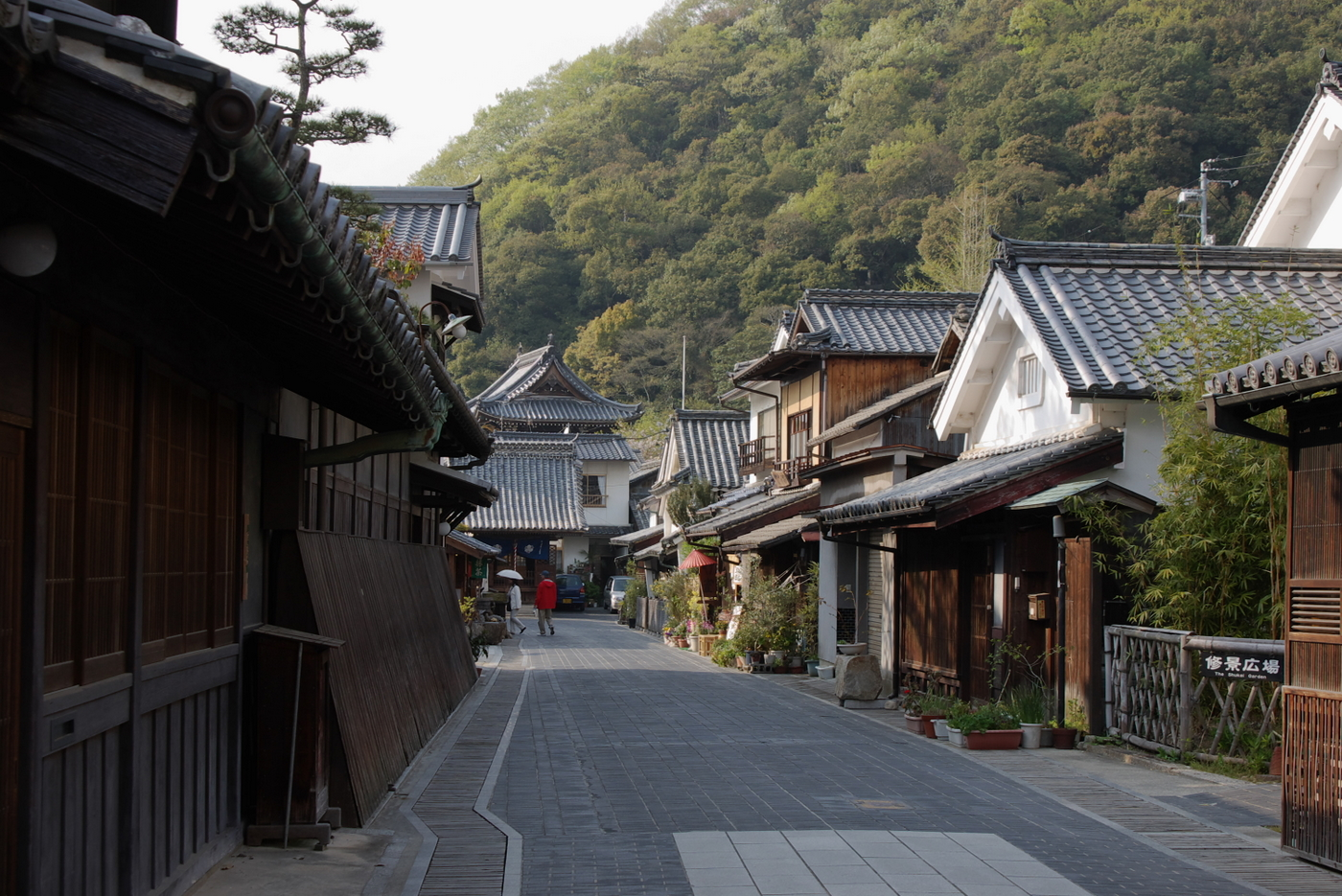
たけはら町並み保存地区

竹原は「安芸の小京都」として栄えた町である。江戸時代中期のこの地には医者であり儒学者でもある塩谷道碩の屋敷があった。塩谷道碩の死去後の寛政5年（1793年）、門人の頼春水や頼春風によって学問所の竹原書院が設置された。竹原書院の建物は文化10年（1813年）に焼失したが、1910年（明治43年）には社団法人竹原書院として再発足した。
1929年（昭和4年）には洋風建築の町立竹原書院図書館が竣工し、42年間にわたって公共図書館として用いられた。1958年（昭和33年）11月には豊田郡竹原町と忠海町が合併して竹原市が発足し、市立図書館竹原書院に改称した。1972年（昭和47年）には塩田跡地に竹原福祉会館が竣工し、町立竹原書院図書館は竹原福祉会館に移転している。
図書館の移転後、洋風建築の建物は空き家となっていたが、1980年（昭和55年）6月、竹原市歴史民俗資料館が開館した。

## 展示
江戸時代以降の竹原の産業の基盤となっていた竹原塩田を中心として、竹原の歴史、文化、民俗に関する資料を展示している。

## 建築

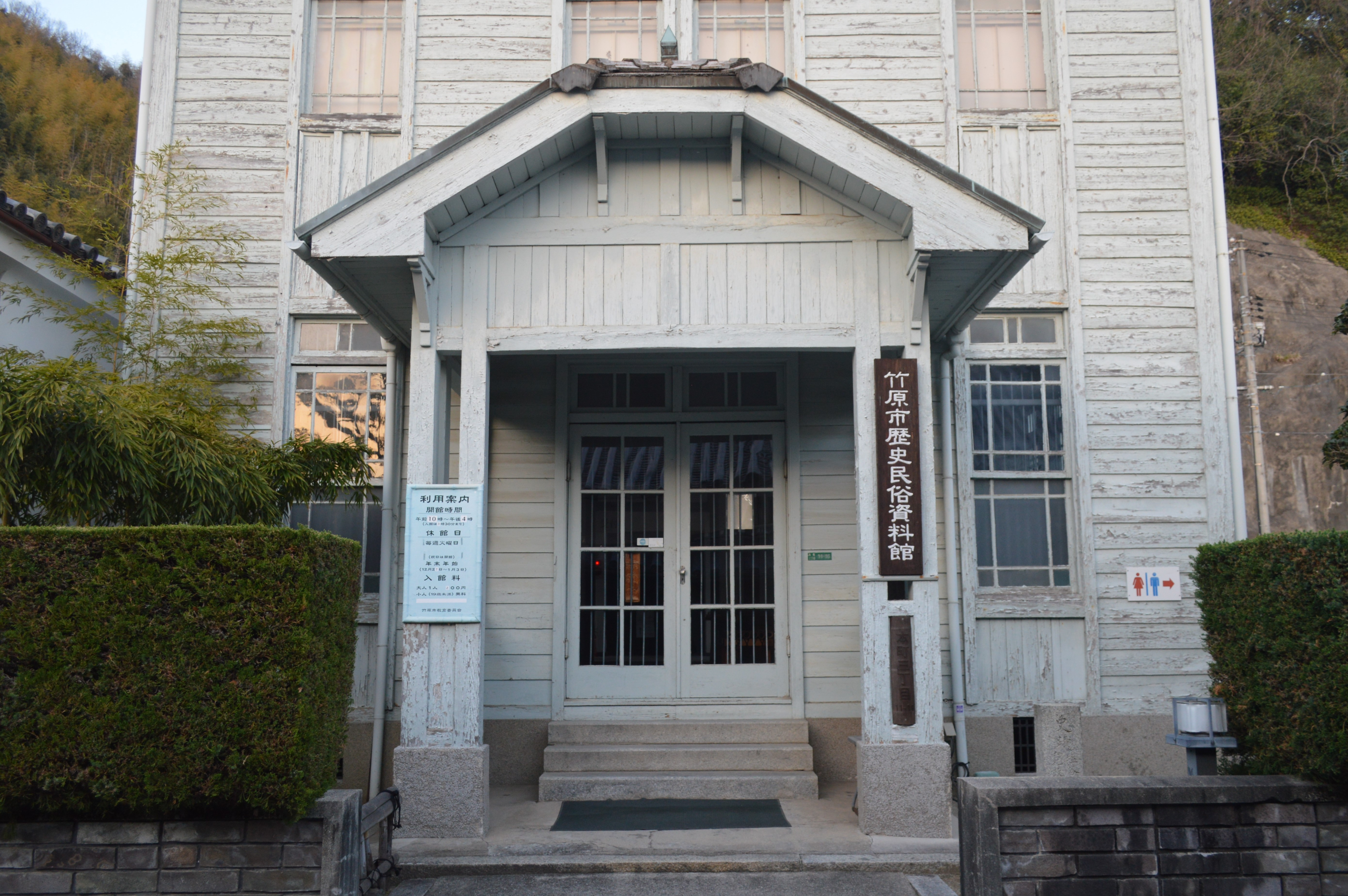
建物入口

1929年（昭和4年）に建てられた洋風木造建築である。設計者は戦前の広島県を代表する建築家である豊田勉之。2階建てであり、屋根はスレート葺き、外壁は板張りである。

## 利用案内
- 営業時間 - 10：00～16：00[3]
- 休館日 - 毎週火曜（祝日は開館）、12月27日～1月3日[3]
- 入場料 - 大人200円、18歳以下無料、竹原市の75歳以上無料[3]
- アクセス - JR呉線竹原駅より徒歩約15分[3]